# Platyxythrius contractus
Platyxythrius contractus is een keversoort uit de familie van de loopkevers (Carabidae). De wetenschappelijke naam van de soort is voor het eerst geldig gepubliceerd in 1941 door Stefano Ludovico Straneo.